# Ot (cirillico)
La Ѿ, minuscolo ѿ, chiamata ot, è una lettera arcaica dell'alfabeto cirillico, una legatura delle lettere omega e Т. Venne usata spesso nello slavo antico e nell'antico slavo ecclesiastico per scrivere la preposizione отъ, "da".